# Franz Rellich
Franz Rellich (Termeno sulla Strada del Vino, 14 de setembro de 1906 — Göttingen, 25 de setembro de 1955) foi um matemático austro-italiano.
Contribuiu com trabalhos fundamentais para a física matemática, em especial com os fundamentos da mecânica quântica e equações diferenciais parciais.